# Vivir es fácil con los ojos cerrados
Vivir es fácil con los ojos cerrados is een Spaanse film uit 2013, geregisseerd door David Trueba.

## Verhaal
Antonio (Javier Cámara) is docent Engels en helemaal fan van The Beatles. Hij gebruikt de liedjes van The Beatles om Engelse les te geven. Wanneer Antonio hoort dat John Lennon in Almería is voor opnames voor How I Won the War, besluit hij ernaar toe te gaan om zijn idool te ontmoeten. Onderweg pikt hij twee lifters op, Belén (Natalia de Molina) en Juanjo (Francesc Colomer).

## Rolverdeling
| Acteur            | Personage         |
| ----------------- | ----------------- |
| Javier Cámara     | Antonio San Román |
| Natalia de Molina | Belén             |
| Francesc Colomer  | Juanjo            |

## Ontvangst

### Recensies
Op Rotten Tomatoes geeft 94% van de 16 recensenten de film een positieve recensie, met een gemiddelde score van 7,85/10.

### Prijzen en nominaties
De film werd genomineerd voor 7 Premios Goya, waarvan de film er 6 won.
| Jaar | Evenement                       | Categorie                | Genomineerde                         | Resultaat   |
| ---- | ------------------------------- | ------------------------ | ------------------------------------ | ----------- |
| 2014 | Premios Goya (28ste uitreiking) | Beste film               | Vivir es fácil con los ojos cerrados | Gewonnen    |
| 2014 | Premios Goya (28ste uitreiking) | Beste regisseur          | David Trueba                         | Gewonnen    |
| 2014 | Premios Goya (28ste uitreiking) | Beste acteur             | Javier Cámara                        | Gewonnen    |
| 2014 | Premios Goya (28ste uitreiking) | Beste debuterend actrice | Natalia de Molina                    | Gewonnen    |
| 2014 | Premios Goya (28ste uitreiking) | Beste origineel scenario | David Trueba                         | Gewonnen    |
| 2014 | Premios Goya (28ste uitreiking) | Beste kostuums           | Lala Huete                           | Genomineerd |
| 2014 | Premios Goya (28ste uitreiking) | Beste filmmuziek         | Pat Metheny                          | Gewonnen    |